# Conformation éclipsée

Conformation éclipsée
(image de droite en projection de Newman)

Conformation décalée

En stéréochimie, une conformation éclipsée est un cas de conformérie d'un édifice moléculaire dans laquelle les trois liaisons formées par deux atomes ou groupes d'atomes attachés à deux atomes adjacents forment un angle de torsion égal à (ou voisin de) 0° et, de ce fait, dans laquelle les atomes ou groupes apparaissent parallèles (conformère éclipsé). 